# Tujuyo
Tujuyo (auch: Tojuyo) ist eine Streusiedlung im Departamento La Paz im Hochland des südamerikanischen Anden-Staates Bolivien.

## Lage im Nahraum
Tujuyo ist die zweitgrößte Ortschaft des Kanton Patamanta im Municipio Pucarani in der Provinz Los Andes. Ihr Zentrum liegt auf einer Höhe von 3900 m am rechten, westlichen Ufer des Río Huancané, etwa zwanzig Kilometer vom Südostrand des Titicacasees entfernt. Die Ortschaft gehörte noch 2001 zum Kanton Villa Ascensión de Chipamaya.

## Geographie
Tujuyo liegt auf der bolivianischen Hochebene zwischen den Anden-Gebirgsketten der Cordillera Occidental im Westen und der Cordillera Central im Osten. Die Region weist ein ausgeprägtes Tageszeitenklima auf, bei dem die mittleren Temperaturschwankungen im Tagesverlauf deutlicher ausfallen als im Jahresablauf.
Die Jahresdurchschnittstemperatur der Region liegt bei 9 °C, die mittleren Monatswerte schwanken nur unwesentlich zwischen 6 °C im Juli und 10 °C im November und Dezember (siehe Klimadiagramm Batallas). Der Jahresniederschlag beträgt etwa 600 mm, die Monatsniederschläge liegen zwischen unter 15 mm in den Monaten Juni bis August und zwischen 100 und 120 mm von Dezember bis Februar.

## Verkehrsnetz
Tujuyo liegt in einer Entfernung von 42 Straßenkilometern nordwestlich von La Paz, der Hauptstadt des gleichnamigen Departamentos.
Von La Paz führt die Nationalstraße Ruta 2 über El Alto und Villa Vilaque in nordwestlicher Richtung bis Patamanta und weiter über Batallas und Huarina nach Copacabana am Titicacasee. Direkt nordwestlich hinter Patamanta zweigt eine Nebenstraße in südwestlicher Richtung von der Nationalstraße ab und führt nach Pucarani, die Streusiedlung Tujuyo liegt südöstlich der Straße zwischen dem Abzweig und der Ortschaft Chipamaya.

## Bevölkerung
Die Einwohnerzahl des Ortes ist im vergangenen Jahrzehnt leicht angestiegen:
| Jahr | Einwohner         | Quelle       |
| ---- | ----------------- | ------------ |
| 1992 | keine Detaildaten | Volkszählung |
| 2001 | 762               | Volkszählung |
| 2012 | 817               | Volkszählung |
| 2024 |                   | Volkszählung |

Die Region weist einen hohen Anteil an Aymara-Bevölkerung auf, im Municipio Pucarani sprechen 96,7 Prozent der Bevölkerung Aymara.